# パトリック・セルキュ
パトリック・セルキュ（Patrick Sercu、1944年6月27日 - 2019年4月19日）は、ベルギー・ルーセラーレ出身の元自転車競技選手。6日間レース歴代勝利数第1位の88勝を挙げている。また1964年東京オリンピック（会場は八王子自転車競技場）における1kmタイムトライアル、世界自転車選手権におけるプロ・アマ通じてスプリントで3度の優勝を誇った他、ツール・ド・フランスでは1974年にポイント賞を受賞するなど、トラックレースとロードレースの両輪で大活躍。また自転車競技選手としては極めて稀有な、距離不問のオールマイティー選手であった。加えて、1Kmタイムトライアルの世界記録も保持していたことがある。引退後は故郷のベルギーで開催される2つの6日間レース（ゲント、ハッセルト）の競技運営者を中心に活動していた。2019年4月19日に死去。74歳没。

## 6日間レース

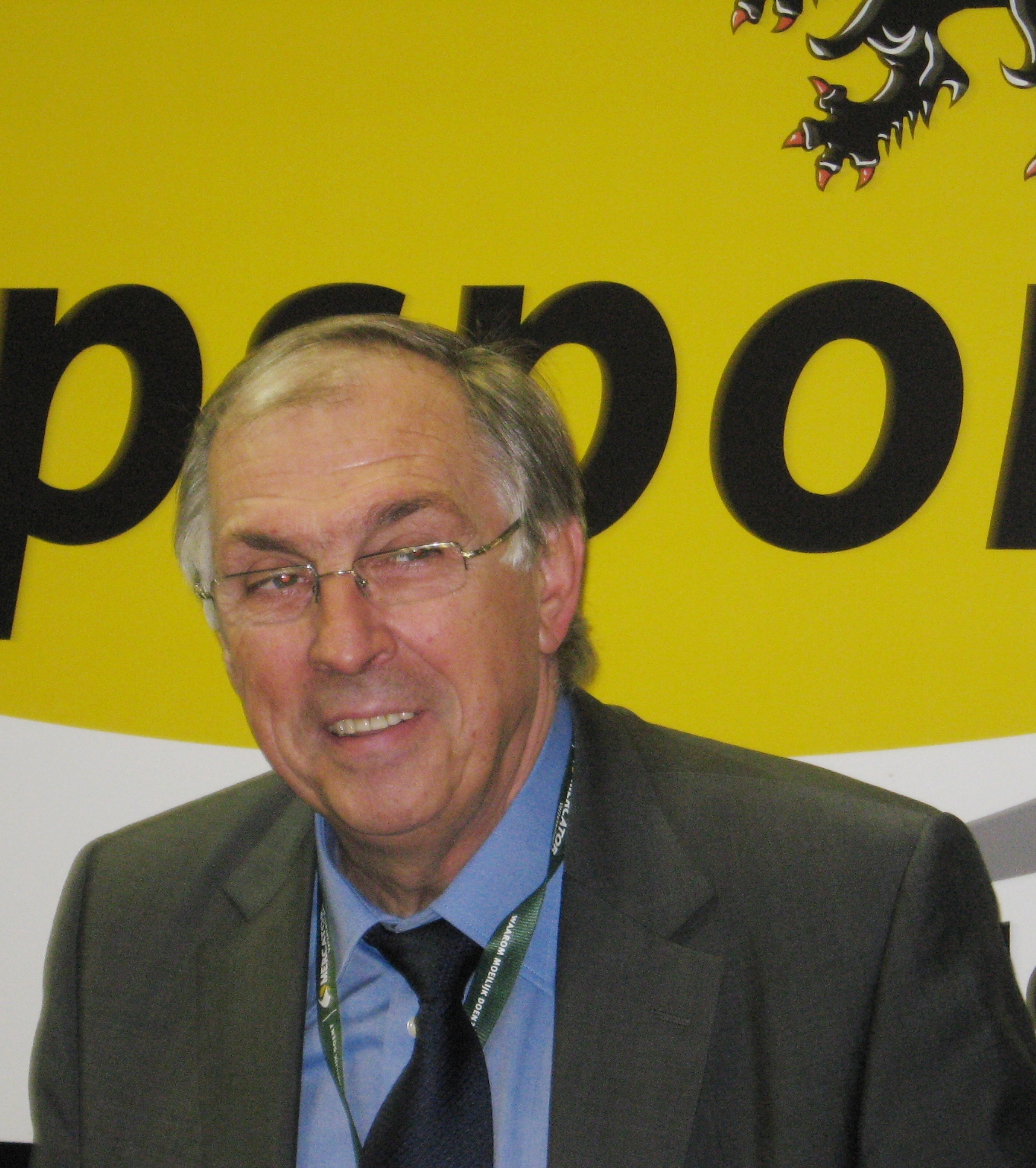
2008年

プロ入りした1965年にヘント6日間レースでエディ・メルクスとコンビを組んで優勝を果たしたのが記念すべき1勝目であった。以後メルクスとコンビを組んで15勝をマークする。
セルキュが6日間レースの王者として君臨するようになったのはオランダのペーター・ポストとコンビを組んだ1960年代後半から1970年代前半にかけてのこと。6日間レースでは百戦錬磨のポストが、まだ若手選手だったセルキュをうまくリードしていたからこその結果ともいえるが、この間、セルキュ・ポスト組はほぼ無敵の強さを誇った。
ポストが1972年に引退した後はメルクスの他、パートナーは色々と替わったこともあったが、こちらも6日間レース史上歴代3位の実績を誇ることになるオランダ人のレネ・パイネン、ディートリッヒ・チューラオ、アルベルト・フリッツを中心としたコンビで勝利を重ね、1979年のベルリン大会で、ポストが保持していた65勝を上回る66勝をマークして歴代第1位に躍り出た。そして、1983年のコペンハーゲン大会でゲルト・フランクと組んで最後の優勝を果たすまで実に88勝をマークした。現役選手として現在最多勝利数を誇るのはスイスのブルーノ・リシで47勝だが、リシは1968年生まれであり、恐らくそう長くは現役を続けられないというように考えると、セルキュの88勝という記録を更新する選手は恐らくしばらくは出現しないだろうと見られる。

### 88勝の足跡
| 勝目 | 年   | 開催地           | パートナー                              |
| ---- | ---- | ---------------- | --------------------------------------- |
| 1    | 1965 | ヘント           | エディ・メルクス                        |
| 2    | 1966 | フランクフルト   | クラウス・ブッダール                    |
| 3    | 1967 | ケルン           | クラウス・ブッダール                    |
| 4    | 1967 | モントリオール   | エミール・セヴェレイン                  |
| 5    | 1967 | ヘント           | エディ・メルクス                        |
| 6    | 1967 | ミュンヘン       | クラウス・ブッダール                    |
| 7    | 1967 | シャルレロワ     | フェルディナン・ブラッケ                |
| 8    | 1968 | ロッテルダム     | ペーター・ポスト                        |
| 9    | 1968 | ロンドン         | ペーター・ポスト                        |
| 10   | 1968 | フランクフルト   | ルディ・アルティヒ                      |
| 11   | 1968 | ドルトムント     | ルディ・アルティヒ                      |
| 12   | 1969 | ブレーメン       | ペーター・ポスト                        |
| 13   | 1969 | アントウェルペン | ペーター・ポスト リック・ファン・ローイ |
| 14   | 1969 | ロンドン         | ペーター・ポスト                        |
| 15   | 1969 | ドルトムント     | ペーター・ポスト                        |
| 16   | 1969 | フランクフルト   | ペーター・ポスト                        |
| 17   | 1969 | シャルレロワ     | ノルベール・ソーヴ                      |
| 18   | 1970 | ケルン           | ペーター・ポスト                        |
| 19   | 1970 | ブレーメン       | ペーター・ポスト                        |
| 20   | 1970 | ロンドン         | ペーター・ポスト                        |
| 21   | 1970 | ヘント           | ジャンピエール・モンゼレ                |
| 22   | 1971 | ロッテルダム     | ペーター・ポスト                        |
| 23   | 1971 | ロンドン         | ペーター・ポスト                        |
| 24   | 1971 | ベルリン         | ペーター・ポスト                        |
| 25   | 1971 | フランクフルト   | ペーター・ポスト                        |
| 26   | 1971 | ヘント           | ロジェ・デフラミンク                    |
| 27   | 1972 | ロンドン         | トニー・ゴーランド                      |
| 28   | 1972 | ドルトムント     | アラン・バンランケル                    |
| 29   | 1972 | ヘント           | ユリアン・ステーブンス                  |
| 30   | 1973 | ケルン           | アラン・バンランケル                    |
| 31   | 1973 | ミラノ           | ユリアン・ステーブンス                  |
| 32   | 1973 | ドルトムント     | エディ・メルクス                        |
| 33   | 1973 | グルノーブル     | エディ・メルクス                        |
| 34   | 1973 | ヘント           | グラーム・ギルモア                      |
| 35   | 1974 | アントウェルペン | エディ・メルクス                        |
| 36   | 1974 | ロンドン         | レネ・パイネン                          |
| 37   | 1974 | ドルトムント     | レネ・パイネン                          |
| 38   | 1975 | ブレーメン       | レネ・パイネン                          |
| 39   | 1975 | アントウェルペン | エディ・メルクス                        |
| 40   | 1975 | ベルリン         | ディートリッヒ・チューラオ              |
| 41   | 1975 | グルノーブル     | エディ・メルクス                        |
| 42   | 1975 | ヘント           | エディ・メルクス                        |
| 43   | 1975 | チューリッヒ     | グンター・ハリッツ                      |
| 44   | 1976 | ロッテルダム     | エディ・メルクス                        |
| 45   | 1976 | アントウェルペン | エディ・メルクス                        |
| 46   | 1976 | ミラン           | フランチェスコ・モゼール                |
| 47   | 1976 | ドルトムント     | フレディ・マルテンス                    |
| 48   | 1976 | マーストリヒト   | グラーム・ギルモア                      |
| 49   | 1977 | コペンハーゲン   | オーレ・リッテル                        |
| 50   | 1977 | アントウェルペン | フレディ・マルテンス                    |
| 51   | 1977 | ロンドン         | レネ・パイネン                          |
| 52   | 1977 | ベルリン         | エディ・メルクス                        |
| 53   | 1977 | ミュンヘン       | エディ・メルクス                        |
| 54   | 1977 | ヘント           | エディ・メルクス                        |
| 55   | 1977 | チューリッヒ     | エディ・メルクス                        |
| 56   | 1977 | マーストリヒト   | エディ・メルクス                        |
| 57   | 1978 | ベルリン         | ディートリッヒ・チューラオ              |
| 58   | 1978 | フランクフルト   | ディートリッヒ・チューラオ              |
| 59   | 1978 | グルノーブル     | ディートリッヒ・チューラオ              |
| 60   | 1978 | ミュンヘン       | グレゴール・ブラウン                    |
| 61   | 1978 | ヘント           | ジェリー・クネットマン                  |
| 62   | 1979 | ケルン           | グレゴール・ブラウン                    |
| 63   | 1979 | ロッテルダム     | アルベルト・フリッツ                    |
| 64   | 1979 | ハノーファー     | アルベルト・フリッツ                    |
| 65   | 1979 | ロンドン         | アルベルト・フリッツ                    |
| 66   | 1979 | ベルリン         | ディートリッヒ・チューラオ              |
| 67   | 1979 | ドルトムント     | ディートリッヒ・チューラオ              |
| 68   | 1979 | ミュンヘン       | ディートリッヒ・チューラオ              |
| 69   | 1979 | チューリッヒ     | アルベルト・フリッツ                    |
| 70   | 1979 | ブレーメン       | アルベルト・フリッツ                    |
| 71   | 1980 | コペンハーゲン   | アルベルト・フリッツ                    |
| 72   | 1980 | コペンハーゲン   | アルベルト・フリッツ                    |
| 73   | 1980 | ベルリン         | グレゴール・ブラウン                    |
| 74   | 1980 | ドルトムント     | グレゴール・ブラウン                    |
| 75   | 1980 | ヘント           | アルベルト・フリッツ                    |
| 76   | 1980 | ヘルニンク       | ゲルト・フランク                        |
| 77   | 1981 | ケルン           | アルベルト・フリッツ                    |
| 78   | 1981 | コペンハーゲン   | アルベルト・フリッツ                    |
| 79   | 1981 | ミラノ           | フランチェスコ・モゼール                |
| 80   | 1981 | グルノーブル     | ウース・フローラー                      |
| 81   | 1981 | ヘント           | ゲルト・フランク                        |
| 82   | 1982 | ロッテルダム     | レネ・パイネン                          |
| 83   | 1982 | コペンハーゲン   | レネ・パイネン                          |
| 84   | 1982 | アントウェルペン | ロジェ・デフラミンク                    |
| 85   | 1982 | ベルリン         | マウリツィオ・ビディノスト              |
| 86   | 1982 | ミュンヘン       | レネ・パイネン                          |
| 87   | 1983 | ロッテルダム     | レネ・パイネン                          |
| 88   | 1983 | コペンハーゲン   | ゲルト・フランク                        |